# 402 Chloë
402 Chloë eller 1895 BW är en asteroid i huvudbältet, som upptäcktes 21 mars 1895 av den franske astronomen Auguste Charlois. Den är uppkallad efter karaktären Chloe i Dafnis och Chloe av Longos.
Asteroiden har en diameter på ungefär 55 kilometer.